# Prefectura Ibaraki
Prefectura Ibaraki (茨城県 Ibaraki-ken?) este o prefectură în Japonia.

## Geografie

Harta prefecturii Ibaraki

### Municipii
Prefectura cuprinde 32 localități cu statut de municipiu (市):
| - Bandō - Chikusei - Hitachi - Hitachinaka - Hitachiōmiya - Hitachiōta - Hokota - Inashiki | - Ishioka - Itako - Jōsō - Kamisu - Kasama - Kashima - Kasumigaura - Kitaibaraki | - Koga - Mito (centrul prefectural) - Moriya - Naka - Namegata - Omitama - Ryūgasaki - Sakuragawa | - Shimotsuma - Takahagi - Toride - Tsuchiura - Tsukuba - Tsukubamirai - Ushiku - Yūki |

1. ↑   (PDF), Geospatial Information Authority of Japan[*], p. 21 https://www.gsi.go.jp/KOKUJYOHO/MENCHO/backnumber/GSI-menseki20210101.pdf Lipsește sau este vid: |title= (ajutor)